# Raunistula

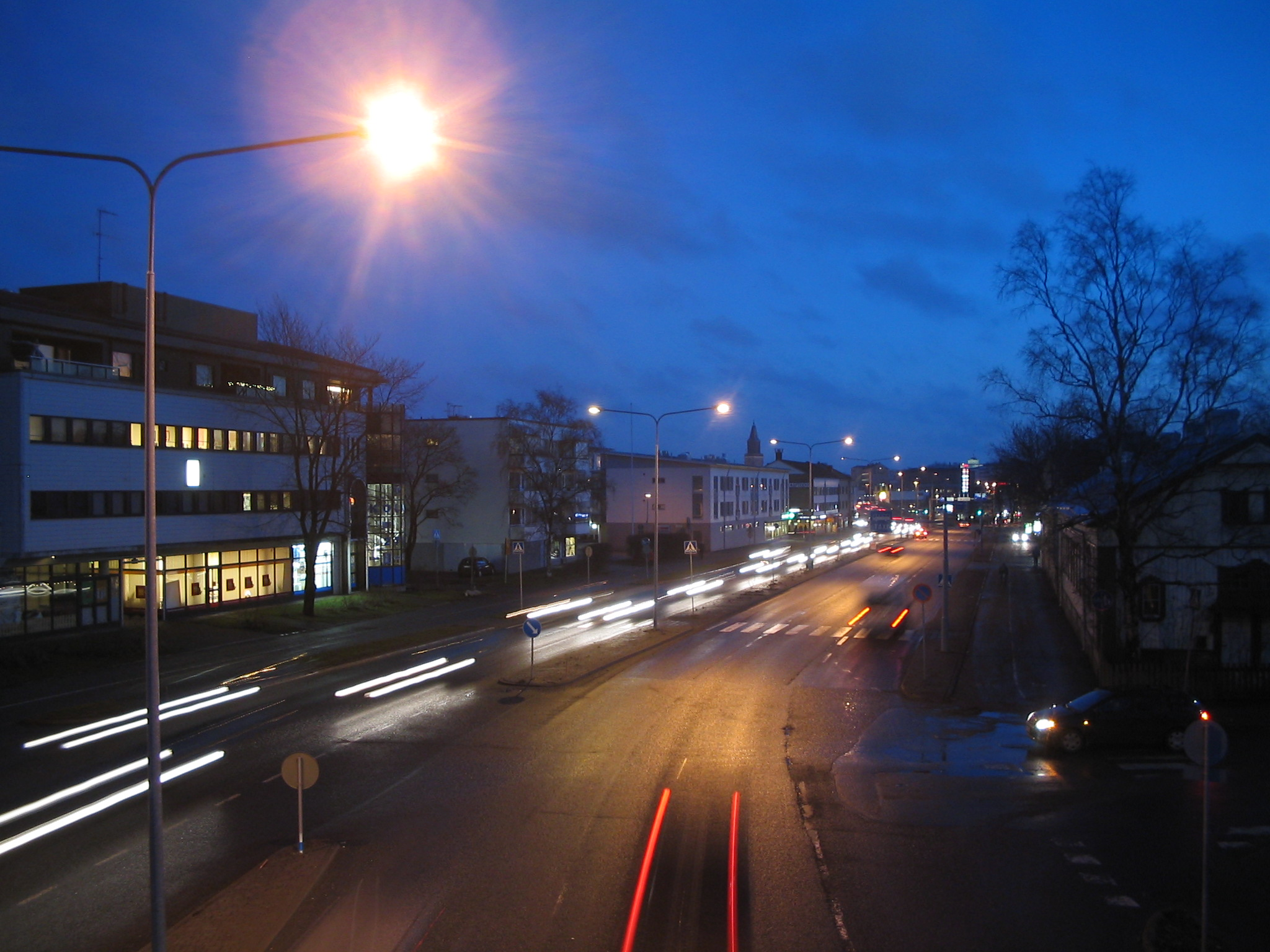
Satakuntavägen vid Raunistula.

Raunistula är en stadsdel i Åbo, strax norr om centrum, vid utfarten mot Tammerfors. Raunistula uppstod på 1800-talet strax utanför själva staden och utvecklades till en slumartad arbetarstadsdel, som anslöts till Åbo stad 1944. Området var känt för kriminalitet, prostitution och illa sett ännu på 1960-talet. Numera är området ett uppskattat bostadsområde.

## Historia och geografi
Raunistula uppstod strax norr om Åbo stad, utanför Aningais tull, i dåvarande S:t Marie kommun, med början efter Åbo brand 1827. I mitten av seklet bodde här 250 personer som inte hörde till lantgårdarna. I staden var byggande reglerat och bostäderna dyra, medan det i landskommunen inte fanns någon stadsplan och bönderna gärna hyrde ut områden som inte dög till åker (och så småningom också mellanliggande områden). Därmed blev Åbo stadsgräns också gräns för Raunistula. I öster begränsas området av Aura å. Övriga gränser är inte väldefinierade.

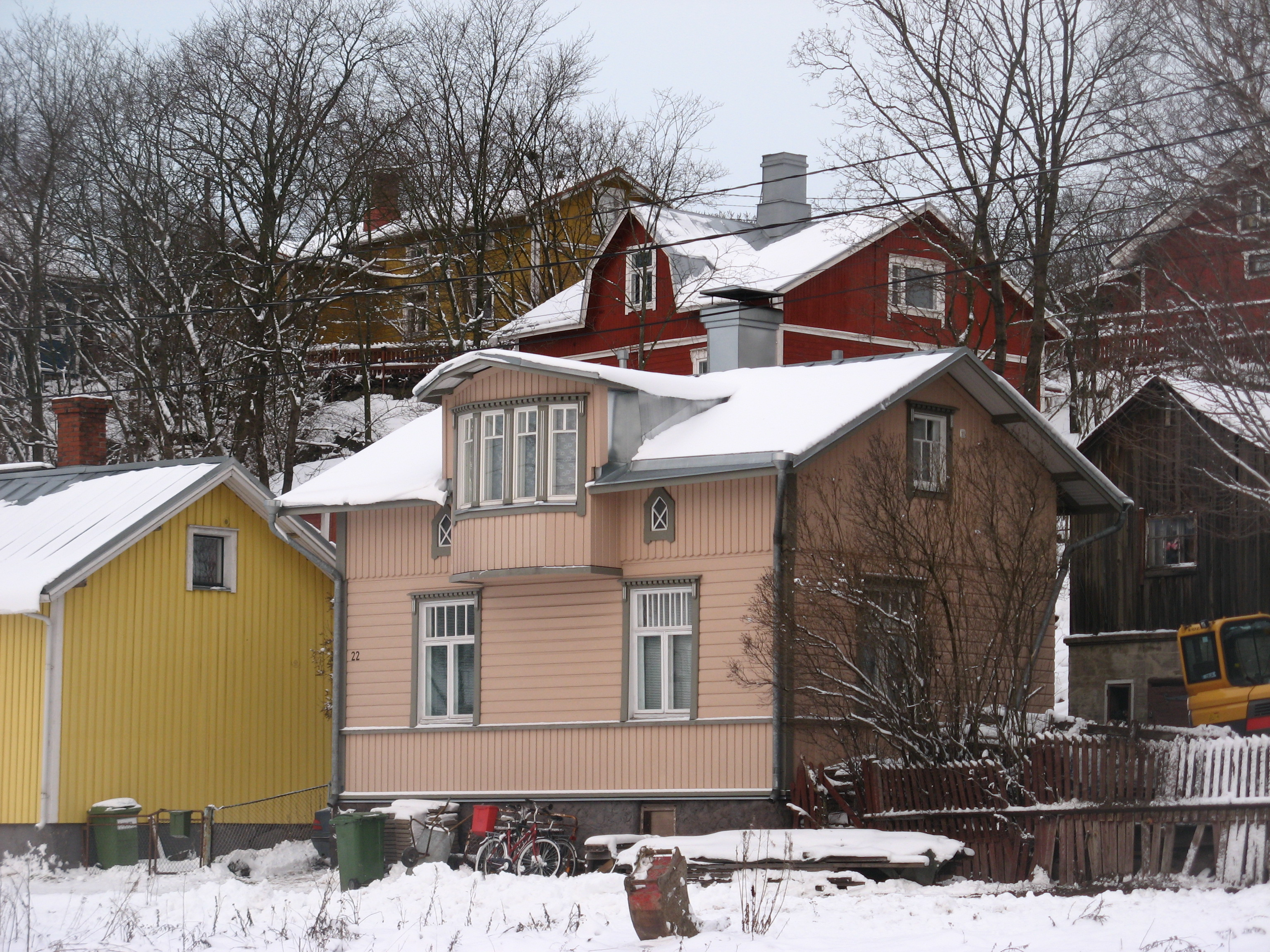
Hus i Raunistula vid Konsavägen.

Utvecklingen från by till stadsdel ägde rum på 1870–1890-talen, då industrialiseringen i Åbo tog fart. Under 1870-talet ökade invånarantalet till över 1000 och S:t Marie beslutsfattare började bli bekymrade över utvecklingen: invånarna var fattiga och kunde bli en betydande belastning för kommunens skolväsen och fattigvård. Vid sekelskiftet hade Raunistula och Kastu 3 500 invånare och hela förortsbebyggelsen i S:t Marie, inklusive Kähärlä, Ruohonpää och Virusmäki hade ökat till över 5 200 invånare.
Byggandet hade varit helt oreglerat och inte ens tomtgränserna var alltid väldefinierade. Då hus hade byggts till enligt behov låg de ofta tätt och brandfaran var verklig. Avlopp fanns inte. Landsvägen var gropig, lerig och oupplyst, för att inte tala om sidovägarna. Problemen kunde inte längre ignoreras, men å andra sidan var ingen ansvarig för att vidta åtgärder, då lagstiftningen inte kände till förortsfenomenet. Liknande problem fanns på många andra håll, i Åbo också i Nummis, och ledde 1898 till ny lagstiftning, som för Raunistula trädde i kraft 1905 och gav området en ordningsstadga.
Då området uppstod var svenska det dominerande språket i Åbo, men Raunistula har alltid varit finskt. Numera motsvarar språkförhållandena (5 % svenskspråkiga) genomsnittet i Åbo, utom att andelen invandrarspråk är lägre.
Den centrala vägen i området var landsvägen till Tammerfors (finska: Iso Valtatie, ungefär "Stora Huvudvägen"). Trafiken var livlig och vägen var också central socialt och kommersiellt. Numera heter vägen Virusmäkivägen enligt en gård och by vid vägen, och erbjuder fortfarande en rutt genom det gamla Raunistula. Trafiken mot Tammerfors har flyttat över till Raunistulaallén (tidigare Tammerforsvägen) och vidare längs Tammerfors riksväg.
Till områdets utveckling bidrog järnvägen till Toijala, som blev färdig 1876, och näringsfrihetslagen, som trädde i kraft 1879. På 1910–1920-talen fanns över dussinet mat- och lanthandlar längs landsvägen, liksom bagerier, korvfabriker, småindustri, hantverksbodar och olika slags butiker och försäljningsstånd. 

## Byggnader på området
- Konsa gård, numera dels café, dels centrum för hälsokost och alternativ medicin
- Tarmo arbetarföreningshus, med amatör teater.
- Alfa sockerfabrik, Barkers väveri (år 1915 1252 anställda, 1993 konkurs), Alfacentret

## Kända personer från Raunistula
- Rafael Ramstedt (1888–1933), finländsk sångare och sångtextförfattare

### Källnoter
1. ↑  Statistisk årsbok för Åbo stad. 2017 Arkiverad 18 september 2021 hämtat från the Wayback Machine. Läst 17 september 2021.
2. 1 2 3  Aravuori & Kähkönen